# Кристиан III (герцог Пфальц-Цвейбрюккена)
Кристиан III Пфальц-Цвейбрюккенский (нем. Christian III. von Pfalz-Zweibrücken; 7 ноября 1674, Страсбург — 3 февраля 1735, Цвайбрюккен) — герцог Пфальц-Цвейбрюккена (с 1731 года), пфальцграф Биркенфельда, Бишвиллера и Раппольтштейна.

## Биография
Кристиан III — старший сын пфальцграфа и герцога Кристиана II (1637—1717) и его супруги Екатерины Агаты Раппольтштейнской (1648—1683).
Поступив в молодости на французскую военную службу, Кристиан III в 1697 году возглавляет эльзасский полк. В 1702 году ему присваивается звание полевого маршала, в 1704 году — генерал-лейтенанта. Отличился в сражении при Ауденарде. После смерти отца в 1717 году Кристиан III выходит в отставку.
В 1731 году скончался, не оставив прямых наследников, герцог Пфальц-Цвейбрюккена Густав Цвейбрюккенский. С его смертью пресеклась правившая в Цвейбрюккене ветвь династии Виттельсбахов, Клеебург. 24 декабря 1733 года, по проведённому в Мангейме арбитражу с курфюрстом Пфальцским Карлом III Филиппом, Христиан III получил княжество Пфальц-Цвейбрюккен. Именно к этой ветви относиться сначала кюрфюрст Баварский, а потом и первый король Баварский  —  Максимилиан I, он был вторым выжившим сыном  Фридриха Михаэля Пфальц-Биркенфельдского (он изображён третьим в списке ниже, второй сын Кристиана III ). То есть линия Биркенфельдская является младшей, второй ветвью Пфальц-Цвейбрюккенских, а правильное название линии интерпритируется как Пфальц-Цвейербюккен-Биркенфельд.

## Семья
Кристиан III вступил в брак 21 сентября 1719 года в замке Лоренцен с Каролиной (1704—1774), которой приходился крёстным отцом, дочерью Людвига Крафта, графа Нассау-Саарбрюккена. У Кристиана и Каролины родились четверо детей:
| Фото | Имя                                        | Дата рождения    | Дата смерти     | Примечания                                          |
| ---- | ------------------------------------------ | ---------------- | --------------- | --------------------------------------------------- |
|      | Генриетта Каролина Пфальц-Цвейбрюккенская  | 9 марта 1721     | 30 марта 1774   | супруг Людвиг IX Гессен-Дармштадтский               |
|      | Кристиан IV                                | 16 сентября 1722 | 5 января 1775   | заключил морганатический брак                       |
|      | Фридрих Михаэль                            | 27 февраля 1724  | 15 августа 1767 | состоял в браке с Марией Франциской Цвейбрюккенской |
|      | Христиана Генриетта Пфальц-Цвейбрюккенская | 16 ноября 1725   | 11 февраля 1816 | заключила брак с Карлом Огюстом Вальдек-Пирмонтским |